# The Making of the Representative for Planet 8
The Making of the Representative for Planet 8 est un opéra en trois actes et quinze scènes pour solistes, petit chœur et orchestre, composé en 1986 par Philip Glass, sur un livret de Doris Lessing d'après son roman éponyme (traduit en français sous le titre L'Invention du Représentant de la planète 8) tiré du quatrième volume du cycle Canopus dans Argos : Archives. 
Commande conjointe de l'Opéra de Houston, de l'English National Opera de Londres, du Het Muziektheater d’Amsterdam et du Landestheater de Kiel, la première mondiale de l'œuvre a eu lieu le 8 juillet 1988 sous la direction musicale de John DeMain,,,, et la première européenne à l'English National Opera (Coliseum Theatre) de Londres le 9 novembre 1988 sous la direction musicale de Michael Lloyd,.

## Personnages
| Rôle                               | Type de voix  | Distribution à la création, 8 juillet 1988 Direction : John DeMain |
| ---------------------------------- | ------------- | ------------------------------------------------------------------ |
| Doeg, memory-maker and storyteller | bariton       | Harlan Foss                                                        |
| Johor, Canopean agent              | basse         | Timothy Breese                                                     |
| Klin, tender of fruits and plants  | soprano       | Edrie Means                                                        |
| Marl, keeper of the herds          | bariton       | David Langan                                                       |
| Bratch, guardian of health         | mezzo-soprano | Julia Parks                                                        |
| Pedug, teacher of the young        | bariton       | Richard Sutliff                                                    |
| Rivalin, custodian of the lake     | mezzo-soprano |                                                                    |
| Masson the builder                 | ténor         |                                                                    |
| Alsi, a young woman                | soprano       | Louise Edeiken                                                     |
| Nooni, a young man                 | ténor         | Jason Smith                                                        |

## Structure
- Acte I 
  - Scène 1: The Wall
  - Scène 2: The Warning
  - Scène 3: Alsi Reasons with Johor
  - Scène 4: Johor cannot make them understand
  - Scène 5: Building the Wall

- Acte II 
  - Scène 1: The Wall is completed
  - Scène 2: The Lake
  - Scène 3: Inside the Shed
  - Scène 4: Below the Wall

- Acte III 
  - Scène 1: The Journey to the South to Bring Back the Blue Flower
  - Scène 2: In the South, where the Blue Flower is
  - Scène 3
  - Scène 4: The Representatives try to arouse the People
  - Scène 5: Under the broken Wall
  - Scène 6: The final Journey